# Tuljāpur
Tuljāpur är en ort i Indien.   Den ligger i distriktet Osmanabad och delstaten Maharashtra, i den centrala delen av landet, 1 200 km söder om huvudstaden New Delhi. Tuljāpur ligger 647 meter över havet och antalet invånare är 35 596.
Terrängen runt Tuljāpur är platt. Runt Tuljāpur är det ganska tätbefolkat, med 160 invånare per kvadratkilometer. Närmaste större samhälle är Osmanabad, 19,5 km norr om Tuljāpur. Trakten runt Tuljāpur består till största delen av jordbruksmark.